# Ademosyne elongatus
Ademosyne elongatus is een keversoort uit de familie Ademosynidae. De wetenschappelijke naam van de soort is voor het eerst geldig gepubliceerd in 2006 door Martins Neto & Gallego in Martins-Neto, Gallego & Mancuso.